# 광교SK뷰레이크타워 오피스동
광교SK뷰레이크타워 오피스동(영어: Gwanggyo SK VIEW Lake Tower Office Tower)은 대한민국 경기도 수원시 영통구 하동에 지어지고 있고 높이는 175.3m, 지상 41층짜리의 마천루이다. 2016년 7월에 착공하였고 2019년 10월에 완공되었다.

## 역사
2015년 광교신도시 업무5-1블록 일원에 광교레이크뷰타워를 분양할 예정이다. 섹션오피스가 들어선다. 2016년 광교SK레이크뷰타워로 명칭을 변경했다. SK건설이 광교신도시에 오피스동을 건설할 예정이다. 이후 착공하여 2019년에 완공하였고 10월에 개장했다. 광교SK뷰레이크타워는 광교호수공원 북단에 건설되었다.

## 높이
오피스동인 A동의 높이는 약 175m로 경기도 최고 높이이며, 광교신도시 내 최고 높이 마천루이다. 경기권에서 가장 높은 규모다. 완공 당시 수원시에서 가장 높은 오피스 빌딩이 되었다. 현재 광교신도시에서 가장 높은 오피스 빌딩이다. 오피스동 지상 39층인데 스카이라운지가 40층과 41층에 있어 지상 41층이다.

## 특징
오피스는 섹션오피스이다. 호수 조망이 있는 업무복합빌딩이다. 지상 40층과 41층에는 스카이라운지가 있다. 프라임급 오피스에는 근린생활시설이 있다. 조망은 남쪽으로는 광교호수공원을 볼 수 있고 북쪽으로는 광교산을 볼 수 있다. 업무시설 주차장은 총 542대다. 비즈니스 서비스가 최적화되었다. 멀티룸과 회의실, 안내데스크가 있다. 주차공간이 있는데 총 821대 주차가 가능하다. 법적기준으로는 오피스 1대/100m2, 지식산업센터 1대/100m2다. 지식산업센터 대비 2배 주차공간을 설치했다.

## 내부 시설
광교SK뷰레이크타워 오피스동의 내부 시설이다.
| 층수                | 시설 |
| ------------------- | --- |
| 40층 ~ 41층         | 스카이라운지 |
| 25층 ~ 39층         | 섹션오피스 |
| 24층                | 섹션오피스 커뮤니티(휴게실과 수면실, 사우나, 헬스장, GX룸, 전망대(대피공간겸용), 무인택배함, 자전거 전용 주차장) |
| 3층 ~ 23층          | 섹션오피스, 상가(3층)                                                                                            |
| 1층 ~ 2층           | 상가 |
| 지하 4층 ~ 지하 1층 | 지하주차장, 싱가(지하 1층)                                                                                       |

## 같이 보기
- 광교SK뷰레이크타워
- 광교SK뷰레이크타워 오피스텔동
- 대한민국의 마천루 목록
- 경기도의 마천루 목록
- 수원시의 마천루 목록